# كلارك هينريتش
كلارك هينريتش (بالإنجليزية: Clark Heinrich)‏ هو كاتب أمريكي، ولد في 1945.